# Aniba canelilla
Aniba canelilla es una especie perteneciente a la familia Lauraceae, y se conoce con los siguientes nombres comunes: canelo de andaquíes, canelo de quijos, canelo, tuabe, canela muena casca preciosa y canelillo del Orinoco.

## Descripción
Es un árbol de hoja perenne con una corteza y flores amarillo rojizas. Es originario de la región amazónica, siendo el principal productor.

## Propiedades
El aceite esencial es extraído por destilación del vapor de la gravilla de madera y produce un líquido sin color para palidecer a amarillo. Tiene un olor picante. Tradicionalmente, el aceite de palo rosa es utilizado para el acné, fríos, toses, dermatitis, fiebre, frigidez, dolores de cabeza, infecciones, la náuseas, la tensión nerviosa, cuidado de piel y heridas.
Es utilizado como analgésico, anticonvulsivo, antidepresivo, antibacterial, antiséptico, afrodisíaco, bactericida, desodorante, estimulante y tónico.

## Historia
Para el año de 1760 en Pasto, Nariño, se elaboraban turrones abas de: botón de la flor del canelo, harina de maíz, miel y un poquito de ají.
El canelo deandaquíes fue encontrado en el río Fragua, afluente del río Caquetá, cerca de Florencia (Caquetá), por el médico panameño Sebastián López Ruíz, que en 1782 trae arbolitos, de los cuales trasplantan unos en Timaná, Huila y otros en la mesa de Juan Díaz en Cundinamarca.
Fray Diego García, en 1786, envía a José Celestino Mutis (Expedición Botánica de Nueva Granada) 30 semillas de las cuales germinan 11 en el municipio de Mariquita.
Según el autor Diego de Molina, dentro de las ofrendas que hace Atahualpa al conquistador Francisco Pizarro estaban dos cargas de corteza de canelo traídas de la provincia de Quijos (Quito, Ecuador.
A pesar de los intentos en el siglo XVIII por iniciar cultivos en el Ecuador, los esfuerzos se perdieron por falta de persistencia y paciencia. de esto modo fueron vanos tantos esfuerzos que en épocas pasadas se pusieron en este empeño.
En la revista Médica de Bogotá de 1880 se le menciona así: "Canela de andaquíes; en un tiempo se encontraba en el comercio con el nombre de canelón. Su gusto es agradable, aromático y picante. Se aplica en la s enfermedades atónicas del estómago, en las dispepsias flatulentas, cólico ventoso, en la diarrea no inflamatoria. La tintura y la esencia se usan en fricciones en el reumatismo crónico".

## Taxonomía
Aniba canelilla fue descrito por (Kunth) Mez y publicado en Jahrbuch des Königlichen Botanischen Gartens und des Botanischen Museums zu Berlin 5: 53. 1889. Es la placa 609 de Jacquin's Icones Plantarum Rariorum, 1793
Variedades
- Anthurium crassinervium var. crassinervium

Sinonimia
- Cryptocarya canelilla Kunth	[5][6]